# زنجبيلية
الزنجبيلية  أو زنجبيلي (الاسم العلمي: Zingiberaceae) فصيلة نباتية من أحاديات الفلقة تشمل الأعشاب العطرية المعمرة التي لها جذامير أو درنة تزحف أفقيا، تضم حوالي 52 جنساً وأكثر من 1300 نوع. موزعة في المناطق الاستوائية في أفريقيا، اسيا وأمريكا.

## من أجناسه
- الخولنجان (باللاتينية: Alpinia).
- الكركم (باللاتينية: Curcuma).